# Plage de Bellevue
 (juin 2025).
Pour les articles homonymes, voir Bellevue.
Bellevue est une plage de Dubrovnik en Croatie.
La plage de Bellevue est située dans une baie en contrebas de l'hôtel du même nom. La plage est de sable et de galets, et est enserrée entre de hauts rochers. Elle est accessible par ascenseur depuis l'hôtel ou en faisant un détour, à pied.
Aujourd'hui, la plage de Bellevue est le lieu de la compétition de water-polo amateur la relevée forte au monde, la Wild League (en), un championnat de water-polo pour les plages de Dubrovnik, auquel participent plus de 500 concurrents. 

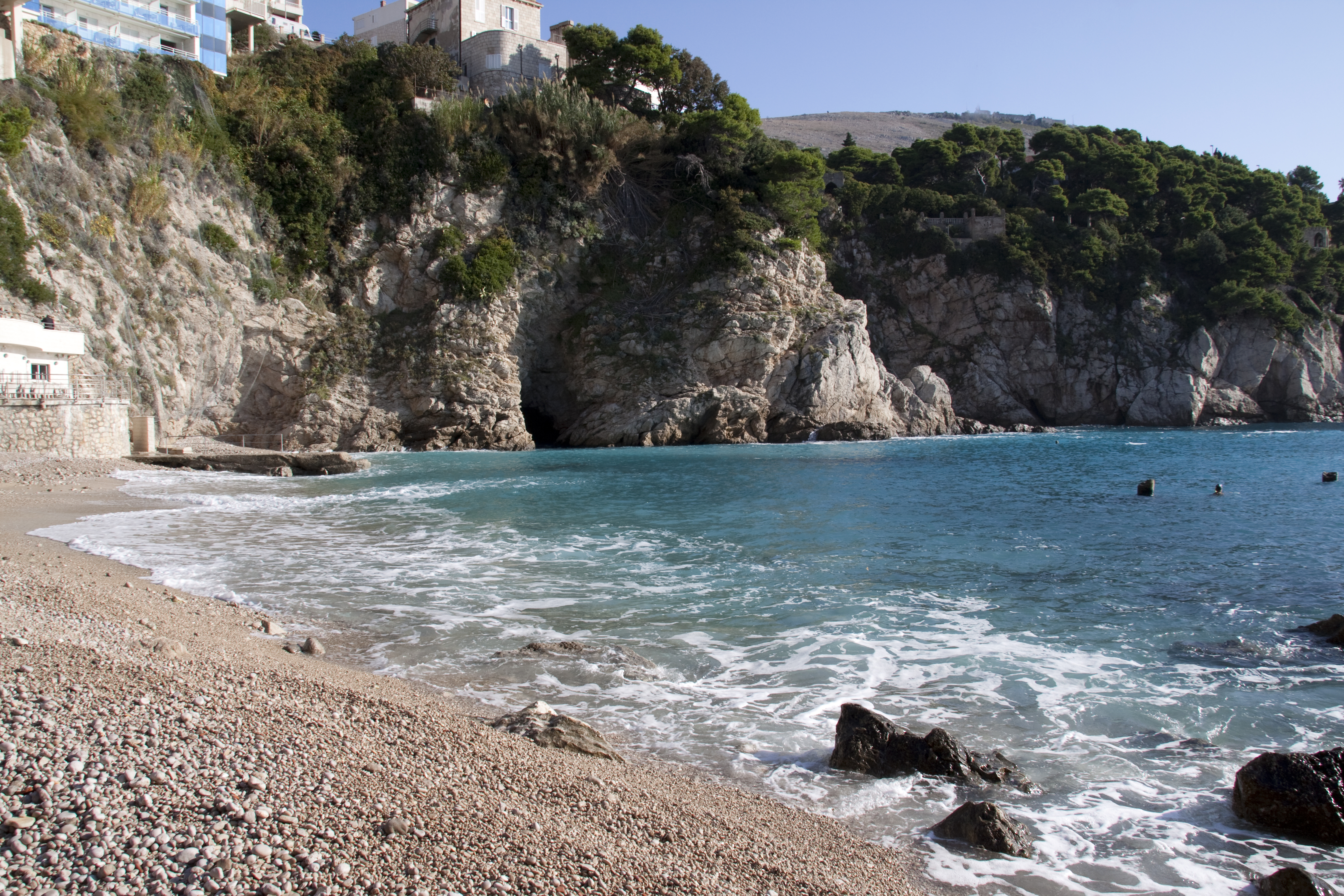